# フッ素系界面活性剤
フッ素系界面活性剤（フッそけいかいめんかっせいざい、英語：fluorochemical surfactant）はアルキル鎖中の水素原子をフッ素原子に置換した界面活性剤。
水に溶解したときにイオンに解離するものと、イオン解離しないものに大別される。環境問題においてフッ素系界面活性剤は、PFAS（ペルフルオロアルキル化合物及びポリフルオロアルキル化合物）に分類されるものが多い。

## 性質
疎水基の分子間力が弱いため、フッ素を含有していない界面活性剤よりも表面張力が低い。10ppmの濃度でも水の表面張力を40mN/mまで低下させることが可能。
C-F結合が安定な結合であるため、物理化学的にも安定である。

## 主なフッ素系界面活性剤

PFOS

PFOA

8:2 FTOHs

- ペルフルオロオクタンスルホン酸（PFOS、CF3（CF2）nSO3H）
- ペルフルオロオクタン酸（PFOA、CF3（CF2）nCOOH）
- フッ素テロマーアルコール（FTOHs、F（CF2）nCH2CH2OH）

また一分子内にフッ化炭素鎖と炭化水素鎖を有するハイブリッド界面活性剤という界面活性剤も存在する。親水基としてはスルホン酸塩、硫酸エステル塩、リン酸エステル塩、ポリエチレンオキシド鎖を持つものなどがある。
性質はフッ素系界面活性剤よりもcmcが低く（cmcにおける表面張力はフッ素系界面活性剤が20代であるが、ハイブリッド界面活性剤は17〜18mN/m）、粘度が高い。

## 合成
特定の鎖長の炭化水素化合物（PFOAの場合カプリル酸）を、フッ化水素との溶液中に電流を流して反応させる（電解フッ素化（ECF：Electro-Chemical Fluorination））。これによりC-H結合がC-F結合に置換される。
もう1つはテトラフルオロエチレンの短鎖重合によって合成する方法（テロメリゼーション）。

## 用途
フッ素系界面活性剤をインキや塗料などに少量の添加することで表面張力を著しく低下させることができる。このことにより濡れ性の向上やピンホールの低減に効果的である。また、起泡性が高いため水成膜泡消火薬剤としても使われている。
疎水部が撥水性・撥油性を持つという誤った認識があるが、分子量が低く、親水親油性があるため実際には撥水撥油の性能は発揮されない。かって、PFOSやPFOAはポリテトラフルオロエチレン（PTFE）やポリフッ化ビニリデン（PVDF）の製造の際に乳化剤として使用されていたが、環境汚染の観点から最近ではあまり使用されていない。その濡れ性から眼鏡・ゴーグル・フェイスシールドなどのレンズのガラス及びプラスチックに曇り止め用剤として用いられる。また乾燥後の撥水作用から車両のフロントガラスをはじめとする風防ガラスの曇り止め剤として用いられる。

## 環境問題
2000年に大手製造メーカーであった3M社は世界各地の野生生物中にPFOSが高濃度に検出されたことを明らかにし、同様の構造を有するPFOAについても製造を2002年に中止した。PFOAは生体濃縮されないが、人体の血中での半減期は4.37年であり、生体内に蓄積される。
デュポンの中国江蘇省にあるプラントの労働者の血中からペルフルオロオクタン酸アンモニウム（APFO）又はPFOAの平均濃度は約2,250ppbであった。またニュージャージー州ディープウォーター及びウェスト・バージニア州パーカーズバーグの同社のプラントで測定されたC8血中レベルは60〜1,600ppbであった。
PFOSは食物連鎖中で生物濃縮する。 2005年6月にPFOSはストックホルム条約の残留性有機汚染物質の対象物質への追加提案をされ、2008年6月27日、EUにおいて0.005wt%を超える製品の販売や使用が制限された（PFOS規制）。
2022年の研究によると、フッ素系界面活性剤が地球上の大気全体に広がっており、世界中の雨水でフッ素系界面活性剤が検出される可能性があることが明らかとなっている。